# Tecscorp
Tecscorp es una empresa perteneciente al sector aeroespacial en Colombia. Produciendo aviones y submarinos no tripulados para uso civil y militar Además, reconocida nacionalmente como caso de éxito de la región Caribe colombiana en los últimos tres años.

## Historia
Fue fundada en 2009 como resultado de la política de apoyo liderada por el gobierno de Colombia, además de la necesidad tangible del país en desarrollar sus propias tecnologías militares en el campo de los drones, su principal producción se ha enfocado al desarrollo de aeronaves no tripuladas (UAV por sus siglas en inglés). En 2011 fue seleccionada para dar soporte a las fuerzas de seguridad en el mundial sub-20 que fue celebrado en el país y en cumbre de las Américas 2012.
A finales del año 2016, la marca Tecscorp™ fue adquirida por el grupo empresarial Gaman. Dando inicio a una nueva política de mercado enfocado en gran porcentaje al mercado civil.

## Aeronaves militares y sistema civiles
Tecscorp cuenta con un portafolio de sistemas óptico-electrónicos y productos para productores y usuarios de aeronaves no tripulados. Los sistemas y productos están diseñados para aumentar la capacidad operativa y extender los ciclos de vida de las aeronaves.